# Пречистинский сельсовет
Пречистинский сельсовет — сельское поселение в Оренбургском районе Оренбургской области Российской Федерации.
Административный центр — село Пречистинка.

## История
24 сентября 2004 года в соответствии с законом Оренбургской области № 1472/246-III-ОЗ образовано сельское поселение Пречистинский сельсовет, установлены границы муниципального образования.

## Население
| 2010 | 2012 | 2013 | 2014 | 2015 | 2016 | 2017 |
| ---- | ---- | ---- | ---- | ---- | ---- | ---- |
| 611  | ↗624 | ↘619 | ↗629 | ↗641 | ↗653 | ↘651 |
| 2018 | 2019 | 2020 | 2021 |      |      |      |
| ↘647 | ↘639 | ↘628 | ↘617 |      |      |      |

## Состав сельского поселения
| № | Населённый пункт | Тип населённого пункта       | Население |
| - | ---------------- | ---------------------------- | --------- |
| 1 | Пречистинка      | село, административный центр | ↘617      |